# Isla Piana (Francia)
Isla Piana (en francés: Île Piana; en corso: Isula Piana ) Es una isla deshabitada en el archipiélago de Lavezzi en el departamento de Córcega del Sur, parte de la Región de Córcega al sureste del país europeo de Francia. Es parte de la reserva natural de Lavezzi. Su superficie es de 6,45 hectáreas.
La isla se encuentra a unos 300 metros de la costa, cerca de la punta Sperone y el Campo de Golf Sperone.